# Oana Manea
Oana Andreea Manea (født d. 18 april 1985) er en tidligere rumænsk håndboldspiller som optrådte for det rumænske landshold.

## Meritter
- EHF Champions League:
  - Vinder: 2016
  - Finalist: 2010
  - Semifinalist: 2009, 2012, 2013
- EHF Champions Trophy:
  - Vinder: 2007
- EHF Cup Winner's Cup:
  - Vinder: 2007
  - Semifinalist: 2002
- Europamesterskaberne:
  - Bronze: 2010

- Verdensmesterskaberne:
  - Bronze: 2015
- Årets Håndboldspiller i Rumænien: 2011